# Monotoma latridioides
Monotoma latridioides es una especie de coleóptero de la familia Monotomidae.

## Distribución geográfica
Habita en Colombia.